# Кирій Віктор Владиславович
Ві́ктор Владисла́вович Кирі́й (9 серпня 1964, Ічня, Чернігівська область, Українська РСР) — український медієвіст, дослідник-шекспірознавець, дослідник давньої історії України та світу, біблеїст, поет, перекладач драматичних та поетичних творів, автор одного із перекладів Євангелія українською мовою, публіцист, художник. 

## Біографія
Походить з роду козаків. Народився у місті Ічня на Чернігівщині. Християнин, хрещений 24 серпня 1964 року у селі Крупичполе. До 1989 року мешкав у селі Крупичполе, звідки походять його батьки, діди та прадіди. Закінчив філологічний факультет НДПІ у 1985 р. Після здобуття вищої освіти працював сільським учитилем на Ічнянщині. З 1989 року мешкає на Дрогобичині. Після переїзду працював державним службовцем у Дрогобичі, журналістом - у Дрогобичі (відповідальний секретар газети "Дрогобицький вісник"; заступник головного редактора газети "Франковий край"). З 2006 р. - старший науковий співробітник ВГО «Бойківське етнологічне товариство». Редактор видання "Бойків світ". Блогер (ютуб-канал «Віктор Кирій»)".

## Наукова діяльність
Особливо вартісна і актуальна праця Віктора Кирія «Київ і Плісненськ у скандинавських писемних пам'ятках Середньовіччя», Дрогобич, Посвіт, 2022. Монографія незаперечно доводить той факт, що державність Київської Русі має свій початок виключно в Україні (а не в Росії, як вважалося до останнього часу).
Світова наука погоджується із російською наукою у тому, що нібито початок державності Київської Русі був покладеним у російському середньовічному містечку Ладозі (чи Новгороді на Волхові), де, за відомостями копії давньоруського літопису «Повісті врем'яних літ», яка виготовлялася у Росії в XIV ст., нібито князював Рюрик — започатківець основної князівської династії Київської Русі.
Але ці дані вступають у суперечність зі змістом численних скандинавських саґ, у яких згадані давньоруські міста Гольмґард (Київ) та Альдеґ'юборг (Плісненськ). Перше з цих міст російська наука безпідставно ототожнює із Новгородом Великим, а друге — із Ладогою. Невідповідності такого ототожнення російські учені пояснюють «помилками» у саґах.
Монографія В. Кирія доводить, що ототожнення Гольмґарда з Києвом, а Альдеґ'юборга із Пліснеськом у численних середньовічних саґах ХІІ — ХІІІ ст. має   системний характер, що не може бути пов'язаним із помилками авторів.
Віктор Кирій є одним із дослідників, які розвивали Ретландівську версію в контексті Шекспірівського питання. У його працях ця гіпотеза, висунута на поч. ХХ ст. Карлом Блябтроєм та Луїсом Бостельманом (не залежно один від одного),  вперше отримує системні докази й відповідно — право називатися «Ретландівською теорією».
Вже перша із цих праць отримала схвальні відгуки літературознавців. Зокрема, доктор філологічних наук, професор Ужгородського університету Іван Зимомря та доцент Ужгородського університету Олена Зимомря пишуть у своїй рецензії: «Що впадає в око? Власне, те, що праця Віктора Кирія „Під масками Шекспіра і Сервантеса“ не є новаторською в розумінні пошуку кандидатури на „роль Шекспіра“. Її трансформована вартість полягає насамперед в герменевтичнеому матеріалі. Дослідник послідовно і переконливо проникає у підтекст численних фрагментів відповідної творчості, розкриваючи перед читачем його зв'язки з різними реаліями історичного та біографічного характеру».
Дослідник дешифрував мінойське піктографічне письмо і першим запропонував на його основі своє дешифрування славнозвісного Фестського диску, яке має логічний зв'язок у тексті пам'ятки. Як виявилося, це є гімн Великій богині мінойців.
Про іншу працю В. Кирія доктор історичних наук, професор Ужгородського університету Микола Вегеш писав: «У 2013 році „Етногенеза арійських та доіндоєвропейських народів…“ Віктора Кирія та Любомира Сікори стала єдиним виданням із пострадянського простору, чия електронна версія потрапила до загального електронного каталогу історичної літератури Університету Торонто, де репрезентовані 149 виданнь зі всього світу за 2003—2012 рр.».

#### Сприйняття наукових праць Віктора Кирія та наукова полеміка
Наукові праці Віктора Кирія, що охоплюють широкий спектр дисциплін, зокрема медієвістику, шекспірознавство, біблеїстику, етногенез та історію давніх культур, нерідко пропонують нові гіпотези та кардинально опонують усталеним науковим поглядам на низку дискусійних питань. Такий підхід не є прямою критикою "помилок" у традиційному розумінні, а скоріше викликає наукову полеміку, в якій Кирій представляє власні аргументи та бачення.
Зокрема, у своїх дослідженнях етногенезу, таких як "Етногенеза русинів" та "Етногенеза арійських та доіндоєвропейських народів", Віктор Кирій висуває концепції, що відходять від конвенційних уявлень.
Прикладом його полемічного підходу є монографія, присвячена ідентифікації Гольмґарда з Києвом, а Альдеґ'юборга із Пліснеськом у скандинавських сагах. На відміну від позиції деяких російських науковців, які пояснюють розбіжності "помилками" у сагах, Кирій аргументовано доводить системний характер цих відповідностей. Ця праця є яскравим прикладом наукової дискусії, де пропонуються альтернативні інтерпретації відомих джерел.
Щодо його досліджень у царині шекспірознавства, як-от монографія "Під масками Шекспіра і Сервантеса", рецензенти відзначають, що вони "мають певні переваги перед тими свідченнями антистратфордівців, які концентруються виключно на критиці стратфордівської концепції". Це свідчить про те, що Віктор Кирій не лише критикує існуючі погляди, а й пропонує власні, детально аргументовані альтернативи.
Рецензенти його монографій позитивно оцінюють та підтримують "аргументоване заперечення застарілого наукового бачення" у працях Віктора Кирія та пропоновану ним альтернативну наукову концепцію, визнаючи внесок у розвиток дискусійних питань у науці.
Він не просто критикує існуючі концепції, а пропонує власні, аргументовані альтернативи, що призводить до активної наукової полеміки.

## Блогерство
Блогерство Віктора Кирія, пов'язане передусім з його YouTube-каналом "Віктор Кирій", де він публікує відео та статті на різноманітні теми. 
Напрямки його блогерської діяльності:
Пророцтва та їхній аналіз: Він часто публікує відео, де аналізує та інтерпретує різноманітні пророцтва. Інтерпретує уривки зі Святого Письма, пропонуючи розглядати деякі із них, як передбачення подій найближчого майбутнього, зокрема - стосовно України. Активно звертається до пророцтв Нострадамуса, Леонардо да Вінчі, християнських Святих та Блаженних: Андрея Христа ради юродивого, Франціска із Паоло, Катерини Сієнської, католицької блаженної Елени Айєлло, та інших, а також діячів Церкви (Андрей Шептицький); письменників (Тарас Шевченко, Іван Франко, Леся Українка) та українських провидців (Мусій Вернигора, Гаврилко з Бучал, Пантелеймон Зазуля з Ічнянщини). Часто проводить паралелі між минулими історичними подіями та сучасністю.
Соціально-політичні коментарі: Кирій висловлює свої думки щодо актуальних подій в Україні, проблем корупції та пропонує власні бачення вирішення.
Поезія та лірика: Віктор Кирій є поетом, і він публікує свої вірші як у збірках, так і на своєму YouTube-каналі. 

## Критика праць
Оскільки Віктор Кирій є плідним автором, що працює в різних сферах (медієвістика, шекспірознавство, біблеїстика, етногенез), критика його праць, якщо вона існує, може стосуватися:
- Методології досліджень: Деякі науковці можуть мати зауваження щодо обраних ним методів аналізу історичних джерел. На відміну від вузьких фахівців у своїх галузях, В. Кирій використовує широкий спектр дисциплін - джерелознавство; порівняльна лінгвістика; археологія; антропологія; фольклорознавство; мистецтвознавство; релігієзнавство та ін.

- Критика його досліджень: У джерелах згадується, що його монографія "Етногенеза русинів" (спільно з Л. Сікорою) та "Етногенеза арійських та доіндоєвропейських народів" (також з Л. Сікорою) "заслуговують на усебічну увагу" і "нерідко кардинально опонують усталеним науковим поглядам на низку дискусійних питань у царині". Це свідчить про те, що його праці викликають обговорення та можуть не збігатися з загальноприйнятими поглядами, що є предметом наукової критики.

## Сім'я
Батько Кирій Владислав Петрович (2 грудня 1929 - 30 жовтня 1984).
Мати Головенська Ольга Григорівна (3 серпня 1931 - 12 березня 2000).
Одружений 15 жовтня 1994 року із Лесею Барнацькою (1976 р.н.). Мають сина Ростислава Кирія (2004 р.н, хрещений 22 квітня 2004 року у селі Залужани).

## Політична позиція
У своїх відео, Віктор Кирій займає критичну позицію щодо існуючої влади та влади усіх президентів України, за винятком початкового етапу президенства Ющенка. Найбільше уваги приділяє критиці корупції у нинішній владі у воєнний період. Є прихильником версії про співпрацю Єрмака та Зеленського із російськими спецслужбами. В окремих відео виявляє критичне ставлення до Петра Порошенка. Наприклад, мотивує його виступ у Кнесеті Ізраїлю його єврейським походженням, посилаючись на публкацію ізраїльського Forbes, де Петро Порошенко фігурує як один із мультимільйонерів, євреїв за національністю. Це не означає, що він є антисемітом, але, на його думку, П. Порошенко затаює своє походження із метою отрмання якомога більшої кількості прихильників посеред українського населення. В одному із відео полемізує із науковцями, які стверджують, що прізвище "Вальцман" - вигадане. Віктор Кирій дає посилання на іраїльський сайт Голокосту, а саме на сторінки Іцхака Вальцмана та його дружини Фейги, які стали жертвами єверйських погромів на півдні Івано-Франківщини. На думку дослідника, це, ймовірно, прадід та прабаба Петра Порошенка, із чим пов'язано викуплення видавничих прав на книгу "Бабий Яр" у російсько-єврейського автора Кузнєцова Петром Порошенком та видання ним цієї книги, яка українськими політиками національного спрямування вважається неправдивою і українофобською - написаною на замовлення КГБ, агентом цієї спецслужби. У зв'язку з тим, що Петро Порошенко вимагав у судії Шустера вибачення українців перед євреями "за участь українців у Голокості",  на думку В. Кирія, офіційний родовід Порошенка не може відповідати дійсности, бо він не підкріплений скрінами документів, а прізвище "Порошенко" - це, ймовірно, наслідок усинівлення.
Виступ П. Порошенка у Кнесеті Ізраїлю не є доказом його єврейського походження, позаяк там у різний час виступали політичні діячі різних країн, зокрема деякі із тих, чиє походження не може бути єврейським.
Політичні погляди Віктора Кирія найбільш близькі до християнського націоналізму. На його думку, влада в Україні повинна належати представникам титульної нації, а національні меншини повинні мати окремі представницькі органи, які захищатимуть їхні інтереси. Із 1992 року у своїй публіцистиці, а з 2023 року - на ютуб-каналі - він наполегливо пропагує необхідність створення в Україні Християнської національної держави. З повагою відноситься до християн усіх конфесій та усіх народів. Вважає, що серед кожного народу трапляються як добрі так і погані люди.  

## Скандал
13 червня 2025 року медієвіст та шекспірознавець Віктор Кирій став центральною фігурою скандалу після того, як дав відповідь Тарасу Чорноволу на його звинувачення, які прозвучали у відео Т. Чорновола за 20 вересня 2024 року на адресу Віктора Кирія. Причиною стало те, що Тарас Чорновіл у відповіді на коментар своєї глядачки про відео Віктора Кирія, яке стосується Петра Порошенка, та інструкції до закону про ставку Верховного Головнокомандувача, за словами Кирія доповнення до закону про ЗСУ (Розділ ІІІ, ст.7) було прийнято 5.10.2000 року, за пропозицією Медведчука. Тарас Чорновіл назвав інформацію про цей закон "маразмом і аферою". Хоч у відео ця поправка показана на скріні. У відео також йшлося про інструкцію до цього закону, яка - під грифом "секретно". Тарас Чорновіл мотивує це тим, що закон «Про Ставку Верховного Головнокомандувача» був прийнятий 2017 року.
Цей інцидент викликав значний резонанс у суспільстві.

## Основні праці
- Кирій В., «Київ і Плісненськ у скандинавських писемних пам'ятках Середньовіччя», Дрогобич, Посвіт, 2022—108 с.
- Кирій В., «Таємничий автор „Гамлета“ і „Дон Кіхота. Частини І — ІІІ“», Дрогобич, «Посвіт», 2022—520 с. ISBN — 978-617-8274-78-8[15]
- Кирій В., «Таємничий автор „Гамлета“ і „Дон Кіхота“», Дрогобич, «Посвіт», 2018—260 с. ISBN — 978-617-7624-52-2
- Кирій В., «Віра і Ліра. Збірка поезії», Дрогобич, «Посвіт», 2017. — 40 с.
- Кирій В., «Фестський диск — в етнокультурному контексті. Дешифрування мінойського піктографічного письма», Дрогобич, «Посвіт», 2016. — 304 с.— ISBN 978-617-7401-46-8.[16]
- Кирій В., Сікора Л. «Етногенеза арійських та доіндоєвропейських народів. Історико-етнологічне дослідження», Львів, «Піраміда», 2012. — 842 с. — ISBN 978-966-441-276-3  [17]
- Кирій В., Сікора Л., «Етногенеза русинів», Дрогобич, «Посвіт», 2017  — 964 с. — ISBN 978-617-7401-96-3
- Кирій В, «Під масками Шекспіра і Сервантеса», Дрогобич, «Коло», 2012—383 с. — ISBN 978-617-642-046-0[18]
- Кирій В., «Україна і християнський вибір постмодерної Європи», Дрогобич, 2015 (на правах рукопису) — 432 с.
- Кирій В, «Месія. Життя, смерть і життя», Дрогобич, «Коло», 2010—236 с. — ISBN 978-966-2450-46-0
- Кирій В., Сікора Л., «Давня Русь — неоміфи і реалії», Дрогобич, «Коло», 2010—267 с.
- Кирій В., Сікора Л., «Символіка сімки в прадавніх культурах. Таємниця ексмпейського казана», Дрогобич, «Коло», 2010—100 с.
- Кирій В., Сікора Л., «Кельтське походження гуннів та антів», Дрогобич, «Коло», 2012—180 с.
- Кирій В., Сікора Л., «Дописемний період села Гаї Нижні. Етногенеза субетносу бойків у контексті етнокультурних реалій давньої історії Європи», Дрогобич, «Коло», 2010—167 с.

- Кирій В., «Арфа Орфеєва. Лірика й поеми різних років (збірка)», Дрогобич, 2021—360 с.[19]
- Кирій В., «Життєпис Ісуса Христа — в цитатах історичних документів, укладений в хронологічній послідовності описуваних подій», Дрогобич, «Посвіт», 2021—268 с.[20]
- Кирій В. (перекладач), «Канонічні Єванегелія у новому перекладі», Дрогобич, «Посвіт», 2020—343 с
- Кирій В., «Шестибожжя давньоруського пантеону — у контексті індоєвропейської (патріархальної) та доіндоєвропейської (матріархальної) релігійних традицій», Дрогобич, «Посвіт», 2017—208 с. ISBN 978-617-7624-00--3
- Кирій В., «Лелеги-трипільці — першовідкривачі заокеанського континенту», Дрогобич, 2019 — 76 с. ISBN 978-617-7835-38--6[21]
- Кирій В. «Маланкування — рефлексія культу підземних богів- володарів — Мокоші та Волоса» // Наукові записки Тернопільського національного педагогічного університету ім. В. Гнатюка. Сер. Літературознавство. 2018. Вип. 48. С. 53 — 64.
- Кирій В. «Знак Плеяд — символ богині-володарки підземного світу» // Народознавчі зошити. 2018. № 3 (141). С. 671—675.
- Кирій В. «Етнокультурна ідентичність СімаРеґла» («Сімарґла») // Народознавчі зошити. 2017. № 6 (138). С. 1433—1438.